# Leipziger Straße (Berlino)
Leipziger Straße è una strada di Berlino, nel quartiere di Mitte.
Aperta nel 1688 come asse est-ovest della città nuova di Friedrichstadt (perpendicolare all'asse nord-sud di Friedrichstraße), la Leipziger Straße costituisce oggi un importante collegamento viabilistico sul percorso Alexanderplatz-Potsdamer Platz, ed è parte della Bundesstraße 1.
Con lo sviluppo della città della fine del XIX secolo, la strada divenne una fra le maggiori arterie commerciali della città. La presenza delle stazioni Potsdamer e Anhalter Bahnhof presso l'estremità occidentale rese Leipziger Straße la strada con il maggiore traffico tranviario della città.
Dopo le distruzioni della seconda guerra mondiale, il tratto orientale fu ricostruito modificandone fortemente l'aspetto: la sezione stradale fu aumentata dagli originali 22 m agli attuali 60, e furono erette otto torri accoppiate, di 22 e 25 piani, poste con intento dimostrativo a ridosso del Muro di Berlino.
Al n. 3 si trova il Bundesratsgebäude, sede del Bundesrat.